# Salsa spagnola
La salsa spagnola, detta anche salsa bruna in virtù del suo caratteristico colore, viene considerata una salsa base poiché costituisce in cucina la base di partenza di numerose altre salse. È una delle 5 salse madri della cucina internazionale insieme alla più nota besciamella
I componenti principali della salsa spagnola sono il fondo di cucina bruno e il roux. Il primo viene preparato, per lo meno nella versione più autentica, con carne e ossa lavorate in modo particolare rendendola così molto saporita ma anche molto laboriosa e di lunga preparazione. D'altra parte in questa salsa anche il roux contribuisce al colore perché la farina deve essere tostata fintanto che non assuma la caratteristica tonalità nocciola della crosta di pane.

## Preparazione della salsa spagnola
Poiché la preparazione della salsa è molto laboriosa, in particolare per la preparazione del fondo bruno, e lunga, richiedendo almeno un paio di giorni, per ragioni di praticità è invalso l'uso di una ricetta semplificata che utilizza brodo o estratto di carne, pur non essendo altrettanto saporita.

### Ricetta tradizionale
In genere si inizia con la preparazione del fondo bruno partendo con la frantumazione delle ossa di vitello o di prosciutto a cui viene aggiunta carne tritata selezionata dalla coda o dal collo di vitello il tutto rosolato in padella fino a quando non assumano un bel colore scuro dorato. Quindi lo si aggiunge, insieme a un mazzetto aromatico, a un soffritto di cotenna, carote, cipolle, sedano preparato in precedenza. Il tegame nel cui erano state dorate le ossa, viene arroventato nuovamente sul fuoco e il fondo di cottura ripreso con del vino bianco, raschiato, filtrato e infine unito al resto del preparato. Quando le cotenne incominciano a colorirsi si aggiunge poco per volta acqua tiepida attendendo che il brodetto si sia ristretto un poco prima di aggiungerne dell'altra. Si complementa di pepe, chiodi di garofano, sale, si copre facendo sobbollire per almeno cinque ore. A questo punto si filtra con un colino fino e si lascia raffreddare il brodo fino a che non si sia solidificato in modo da poterne eliminare il grasso.
Per il roux si tosta, preferibilmente nello strutto, fino al color nocciola, della farina bianca a cui successivamente si aggiunge buona parte del brodo intiepidito, un soffritto di carote, sedano, cipolla ed erbe aromatiche mescolando in continuazione. Da ultimo si aggiunge anche della salsa di pomodoro proseguendo la cottura a calore moderato per un'ora circa. Si filtra e sgrassa al meglio e si riporta nuovamente sul fuoco per almeno un paio d'ore schiumando come d'abitudine.

### Ricetta semplificata
Il soffritto di cipolla viene preparato con del burro e pancetta affettata sottilmente e, quando la cipolla assume il caratteristico colore biondo, viene aggiunta la farina per la preparazione del roux. Quando ha assunto un bel colore scuro si aggiunge il vino bianco e lo si fa svaporare. A questo punto si aggiunge acqua fredda, sale, pepe e, se si vuole, qualche grammo di funghi porcini secchi precedentemente ammollati, il mazzetto odoroso e alla ripresa del bollore si abbassa la fiamma al minimo e si prosegue la cottura per almeno un'ora schiumando e sgrassando all'occorrenza.

## Utilizzi in cucina
La salsa spagnola ha diversi utilizzi in cucina:
- come tale può accompagnare molto bene carni cotte in particolare alla griglia
- può servire da base per altre salse tra cui:
  - salsa Robert
  - salsa alla cacciatora
  - salsa demi-glace
  - salsa alla diavola
- come legante per avanzi di carne e verdure
- come base per uova affogate
- come rinforzo e addensante per fondi di cottura di brasati e arrosti